# Shōzu (huyện)
Shōzu (小豆郡 Shōzu-gun) là huyện thuộc tỉnh Kagawa, Nhật Bản. Tính đến ngày 1 tháng 10 năm 2020, dân số ước tính của huyện là 26.716 người và mật độ dân số là 160 người/km2. Tổng diện tích của huyện là 170 km2.